# Ōi (croiseur)
Pour les articles homonymes, voir OI.
L' Ōi (大井) était un croiseur léger de classe Kuma en service dans la Marine impériale japonaise. Le navire est baptisé sous le nom du fleuve Oi, situé dans la préfecture de Shizuoka, au Japon.

## Historique

### Début de carrière
Il est achevé aux chantiers Kawasaki Shipbuilding Corporation de Kobe le 10 octobre 1921. De 1928 à 1931, il sert de navire de formation à l'académie navale impériale du Japon d'Etajima. Il est commandé par le capitaine Nishizō Tsukahara de novembre 1929 à décembre 1930 et par le capitaine Masaichi Niimi d'avril à octobre 1931. Pendant la guerre de Shanghai, l'Ōi patrouille au large des côtes chinoises avant de servir une nouvelle fois de navire de formation de 1933 à la mi-1937. Lorsque la seconde guerre en Chine sino-japonaise s'aggrave, l'Ōi, alors sous le commandement du capitaine Kiyohide Shima, participe aux opérations de débarquement des troupes japonaises en Chine centrale. Il sert de nouveau de navire-école de décembre 1937 à fin 1939.
Le 25 août 1941, l'Ōi stationne à l'arsenal naval de Maizuru pour une reconversion en croiseur torpilleur (en). Il est équipé de 10 bancs quadruples de tubes lance-torpilles de 610 mm pour les torpilles Type 93 montés sur des extensions latérales de coque de 60 mètres de long, perdant son artillerie principale. Les modifications s'achèvent le 30 septembre 1941 et il rejoint la 9e division de croiseurs de la 1re flotte, avec son navire-jumeau Kitakami.

### Début de la guerre du Pacifique
Au moment de l'attaque sur Pearl Harbor, l'Ōi escorte des cuirassés de la flotte combinée de Hashirajima vers l'archipel d'Ogasawara avant de revenir au Japon.
De janvier à avril 1942, le croiseur escorte des navires de transport entre Hiroshima et Mako. Lors de la bataille de Midway le 29 mai 1942, l'Ōi et le Kitakami font partie du groupe de soutien du Pacifique Nord du vice-amiral Shirō Takasu. Ils retournent au Japon en toute sécurité le 17 juin 1942.

### Transport rapide
En août et septembre 1942, à Kure puis à Yokosuka, les Kitakami et Ōi sont convertis en transports rapides. Les dix tubes lance-torpilles quadruples sont réduits à six et ils sont équipés de deux barges de débarquement Daihatsu et de rails de lancement, et deux montages triples de 25 mm Type 96 sont ajoutés. Les deux navires appareillent de Yokosuka le 12 septembre 1942 avec à leur bord les « forces navales spéciales de débarquement » Maizuru no 4. Ils atteignent les îles Truk le 4 octobre et les îles Shortland le 6 octobre avant de retourner aux Truk le 9.
De fin octobre à décembre, l'Ōi transporte des troupes et des approvisionnements de Truk via Manille, Rabaul (Nouvelle-Bretagne) et Bougainville (Papouasie-Nouvelle-Guinée). Le 21 novembre, la 9e division de croiseurs est dissoute et l'Ōi est affecté à la flotte combinée. Le 24 décembre, il retourne à l'arsenal naval de Kure pour un entretien.
À partir du 12 janvier 1943, l'Ōi renforce les positions japonaises en Nouvelle-Guinée. Il transporte un convoi composé de la 20e division de Pusan à Wewak via Palaos et un convoi composé de la 41e division de Tsingtao à Wewak en février.
Le 15 mars 1943, il est réaffecté dans la flotte régionale du Sud-Ouest, escortant deux convois de troupes de Surabaya à Kaimana (en) et de Surabaya à Ambon et Kaimana en mai. Le 23 juin 1943, les Kitakami, Ōi, Kinu et Kuma alors ancrés à Makassar sont bombardés par des Consolidated B-24 Liberator du 5e Air Force du 319e Escadron/90e groupe de bombardiers; l'Ōi n'est pas endommagé.
Le 1er juillet, l'Ōi rejoint la 16e division de croiseurs de la flotte régionale du Sud-Ouest en tant que navire de garnison à Surabaya. Après plusieurs patrouilles en mer de Java, il est réparé au mois d'août à la base de Seletar, à Singapour.

### Opérations dans l'océan Indien
De fin août 1943 à fin janvier 1944, l'Ōi et le Kitakami escortent quatre convois de transport de troupes depuis Singapour et Penang pour les îles Andaman et Nicobar, dans l'océan Indien.
À partir du 27 février, l'Ōi, en collaboration avec les navires Kinu, Uranami, Amagiri et Shikinami sont chargés d'escorter les croiseurs lourds Tone, Chikuma et Aoba pour la guerre de course dans l'océan Indien. La force opère à proximité de Singapour et Balikpapan puis vers Tarakan et Bornéo jusqu'à la fin avril. Durant les mois de mai et juin, il prend part à des opérations de transport des troupes entre Tarakan, Palaos et Sorong et patrouille en mer de Java.
Le 6 juillet, l'Ōi part de Surabaya pour Manille. Le 19 juillet, il est localisé en mer de Chine méridionale, à 570 miles au sud de Hong Kong par le sous-marin de l'United States Navy USS Flasher. À 1 400 yd (1 280,16 m) de son attaquant, le croiseur est touché par deux torpilles à bâbord, à l'arrière de la salle des machines. À 17 h 25, l'Ōi coule par l'arrière à la position 13° 12′ N, 114° 52′ E. Le capitaine Shiba et 368 membres d'équipage sont secourus par le Shikinami, 153 hommes décèdent dans cette attaque.
L'Ōi est rayé des listes le 10 septembre 1944.